# Бор, Питер Христиенсон
Питер Христиенсон (Кристиансен) Бор (нидерл. Pieter Christiaensz Bor; 1559, Утрехт — 16 марта 1635, Харлем) — нидерландский историк Золотого века Нидерландов, писатель.

## Биография
Сын аптекаря. С ранних лет занимался историей, особенно отечественной. В 1578 году поселился в Харлеме, где работал государственным нотариусом. С 1591 года — нотариус в Лейдене. Затем в Гааге, Рейсвейке и Бевервейке, в 1602 году вернулся в Харлем.
В 1595 году издал три первых книги своего сочинения: «Oorsprong, begin ende vervolg der nederlandsche oorlogen», а в 1601 году — следующие три книги. Утрехтское правительство открыло ему доступ в свои архивы и обратилось с просьбою ко всем гражданам доводить до сведения Бора всё, что имеет какое-нибудь отношение к истории отечества. Вся Голландия и Западная Фрисландия признали в лице Бора своего историографа. Получил аннуитет от Генеральных штатов Нидерландов за труды по истории.
При таких обстоятельствах Бор продолжал свой труд дальше и закончил его в 1619 году, написав 37 книг (4 т. Амстердам, 1679). Труд Бора представляет верный и богатый историческими данными источник, являющийся настольною книгою для историков до сегодняшнего дня.
Автор нескольких пьес, которые были опубликованы в 1617 году. В своей истории, Бор писал также о многих достижениях голландцев, таких, например, как последнее путешествие Виллема Баренца на Новую Землю.